# CD San Fernando
Der Club Deportivo San Fernando war ein spanischer Fußballverein aus der andalusischen Kleinstadt San Fernando. Der 1943 gegründete Klub spielte zuletzt in der Segunda División B, bevor er 2009 aufgelöst wurde.

## Geschichte
Der CD San Fernando wurde im Jahre 1943 gegründet. Die größte Zeit des Vereins kam Mitte der 50er und 60er Jahre als man zehn Jahre lang ununterbrochen in der Segunda División vertreten war. Seit dem Abstieg 1964 gelang jedoch nicht mehr die Rückkehr in den Profifußball.
Nach der Auflösung 2009 wurde als Nachfolgeverein der San Fernando CD ins Leben gerufen.

## Stadion
CD San Fernando spielte im Estadio Bahía Sur, welches eine Kapazität von 12.000 Zuschauern hat.

## Spielzeiten
- 2004/2005: Tercera División – 7. Platz
- 2005/2006: Tercera División – 2. Platz
- 2006/2007: Tercera División – 4. Platz
- 2007/2008: Tercera División –

## Clubdaten
- Spielzeiten Liga 1: 0
- Spielzeiten Liga 2: 10
- Spielzeiten Liga 2B: 7
- Spielzeiten Liga 3: 40

## Bekannte ehemalige Spieler
- Marcelo Trobbiani
- Juan Crespin
- Dragoslav Cakic
- Antoni Ramallets
- Llera
- Francis
- Moncho
- Puli